# Puhpelem (plaats)
Puhpelem is een bestuurslaag in het regentschap Wonogiri van de provincie Midden-Java, Indonesië. Puhpelem telt 3313 inwoners (volkstelling 2010).